# 녹동중학교
녹동중학교(鹿洞中學校)는 대한민국 전라남도 고흥군 도양읍 봉암리에 있는 공립 중학교이다.

## 학교 연혁
- 1969년 10월 14일 : 녹동중학교 설립 인가(6학급)
- 1970년 3월 1일 : 초대 김근영 교장 부임
- 1970년 3월 17일 : 개교
- 2016년 3월 3일 : 전남혁신학교 지정(~2020. 2.)
- 2020년 3월 1일 : 전남혁신학교 재지정(~2024. 2.)
- 2025년 1월 9일 : 제53회 60명 졸업(총 졸업생 11,702명)
- 2025년 3월 1일 : 제19대 김수기 교장 부임

## 참고 자료
- 녹동중학교 - 한국교육학술정보원 학교알리미